# Изовапора
Изовапора (грч. isos - једнак и грч. vaporis - пара) је линија која на географској карти спаја тачке са истим износом притиска, тј. напона паре.